# Österreichische Beachhandball-Nationalmannschaft der Frauen
Die österreichische Beachhandball-Nationalmannschaft der Frauen repräsentiert den Österreichischen Handballbund (ÖHB) als Auswahlmannschaft auf internationaler Ebene bei Länderspielen im Beachhandball gegen Mannschaften anderer nationaler Verbände. Den Kader nominiert der Bundestrainer.
Das männliche Pendant ist die Österreichische Beachhandball-Nationalmannschaft der Männer.

## Geschichte
Der ÖHB bildete bislang nur zu zwei Europameisterschaften, 2002 und 2007, eine Nationalmannschaft. Bei der ersten, vergleichsweise frühen Teilnahme bei der zweiten ausgetragenen EM platzierte sich die Mannschaft als Neunte unter 16 Teilnehmerinnen, fünf Jahre später kam das Team mit nur einem Sieg gegen Schweden nur auf den 18. und damit letzten Platz.
Österreich ist neben Guatemala, der Slowakei und Turkmenistan das einzige Land, das bislang nur eine A-Nationalmannschaft der Frauen, aber noch nie eine A-Nationalmannschaft der Männer aufgestellt hat.

## Teilnahmen
| World Games - 2001: nicht eingeladen - 2005: nicht eingeladen - 2009: nicht qualifiziert - 2013: nicht qualifiziert - 2017: nicht qualifiziert - 2022: nicht qualifiziert World Beach Games - 2019: nicht qualifiziert - 2023: nicht qualifiziert | Weltmeisterschaften - 2004: nicht qualifiziert - 2006: nicht qualifiziert - 2008: nicht qualifiziert - 2010: nicht qualifiziert - 2012: nicht qualifiziert - 2014: nicht qualifiziert - 2016: nicht qualifiziert - 2018: nicht qualifiziert | Europameisterschaften - 2000: keine Teilnahme - 2002: 9. - 2004: keine Teilnahme - 2006: keine Teilnahme - 2007: 18. - 2009: keine Teilnahme - 2011: keine Teilnahme - 2013: keine Teilnahme - 2015: keine Teilnahme - 2017: keine Teilnahme - 2019: keine Teilnahme - 2021: keine Teilnahme - 2023: nicht qualifiziert | Europaspiele - 2023: nicht qualifiziert EHF Championship - 2022: keine Teilnahme Global Tour - 2022: nicht eingeladen |

- EM 2007: Kader derzeit nicht bekannt

- EM 2007: Annemarie Binder, Viktoria Dorozinska, Lisa Maria Fischer, Gudrun Formanek, Romana Grausenburger, Alexandra Jaborek, Vera Steinbrecher, Miriam Urch, Lisa Wiederer, Bettina Zahrada

## Trainerteam
| Cheftrainer - 2007: Christian Maly | Co-Trainerin - 2007: Yvonne Strass |

## Einzelbelege
1. ↑  European Handball Federation - 2007 Women's ECh Beach Handball / Final Round. Abgerufen am 21. Juli 2021 (englisch).
2. ↑  Daten zum Teil ungefähre/geschätzte Werte